# S̀
Cette page contient des caractères spéciaux ou non latins. S’ils s’affichent mal (▯, ?, etc.), consultez la page d’aide Unicode.
S̀ (minuscule : s̀), appelé S accent grave, est un graphème utilisé en dakota, dans la romanisation de l’alphabet cyrillique ISO 9, ugaritique et la romanisation ALA-LC du yiddish. Il s’agit de la lettre S diacritée d'un accent grave.

## Utilisation
En dakota écrit avec la variante saskaskatchewanaise (SICC) de l’orthographe d’Albert White Hat, le s accent grave ‹ s̀ › est utilisé pour transcrire une consonne fricative palato-alvéolaire sourde [ʃ].
La romanisation ISO 9 translittère ‹ с̀ › par ‹ s̀ ›.
La romanisation ALA-LC du yiddish translittère ‹ ת › par ‹ s̀ ›. 

## Représentations informatiques
Le S accent grave peut être représenté avec les caractères Unicode suivants (latin de base, diacritiques) :
| formes    | représentations | chaînes de caractères | points de code | descriptions                                       |
| --------- | --------------- | --------------------- | -------------- | -------------------------------------------------- |
| capitale  | S̀               | S◌̀                    | U+0053 U+0300  | lettre majuscule latine s diacritique accent grave |
| minuscule | s̀               | s◌̀                    | U+0073 U+0300  | lettre minuscule latine s diacritique accent grave |